# Museo di arte cicladica
La Fondazione Nicholas P. Goulandris - Museo di Arte Cicladica è un museo di Atene. Ospita una notevole collezione di artefatti dell'arte cicladica.

## Il museo
Il museo è stato fondato nel 1986 per ospitare la collezione di arte cicladica e arte antica greca appartenente a Nicola e Dolly Goulandris. A partire dall'inizio degli anni '60, la coppia raccolse le antichità greche, con particolare interesse per l'arte preistorica delle isole Cicladi del Mar Egeo. L'edificio principale del museo, eretto nel centro di Atene nel 1985, è stato progettato dall'architetto greco Ioannis Vikelas. Nel 1991, il museo ha acquisito una nuova ala, la neoclassica Villa Stathatos, situata all'angolo tra il viale Vassilissis Sofias e via Herodotou.

## Galleria d'immagini

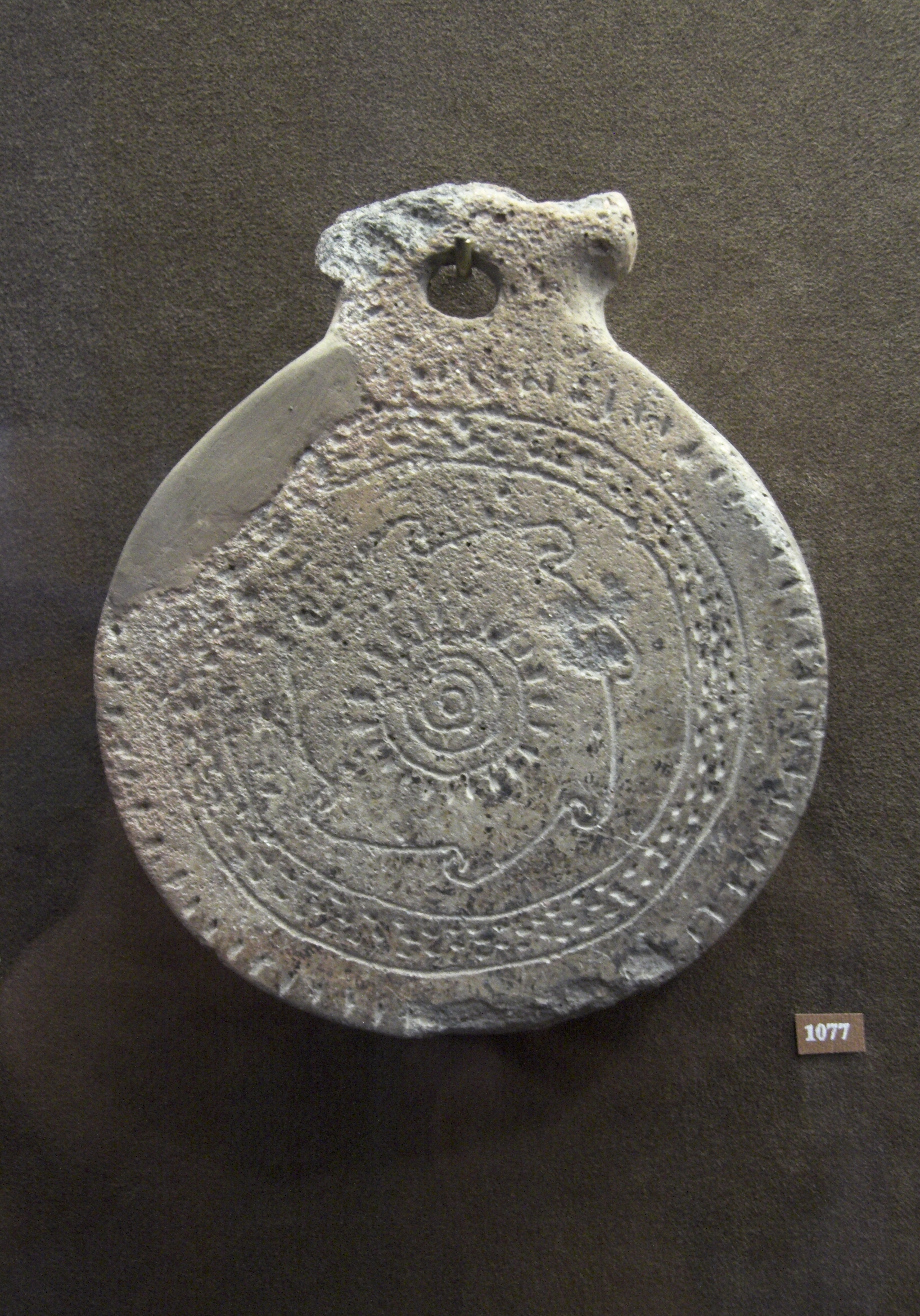
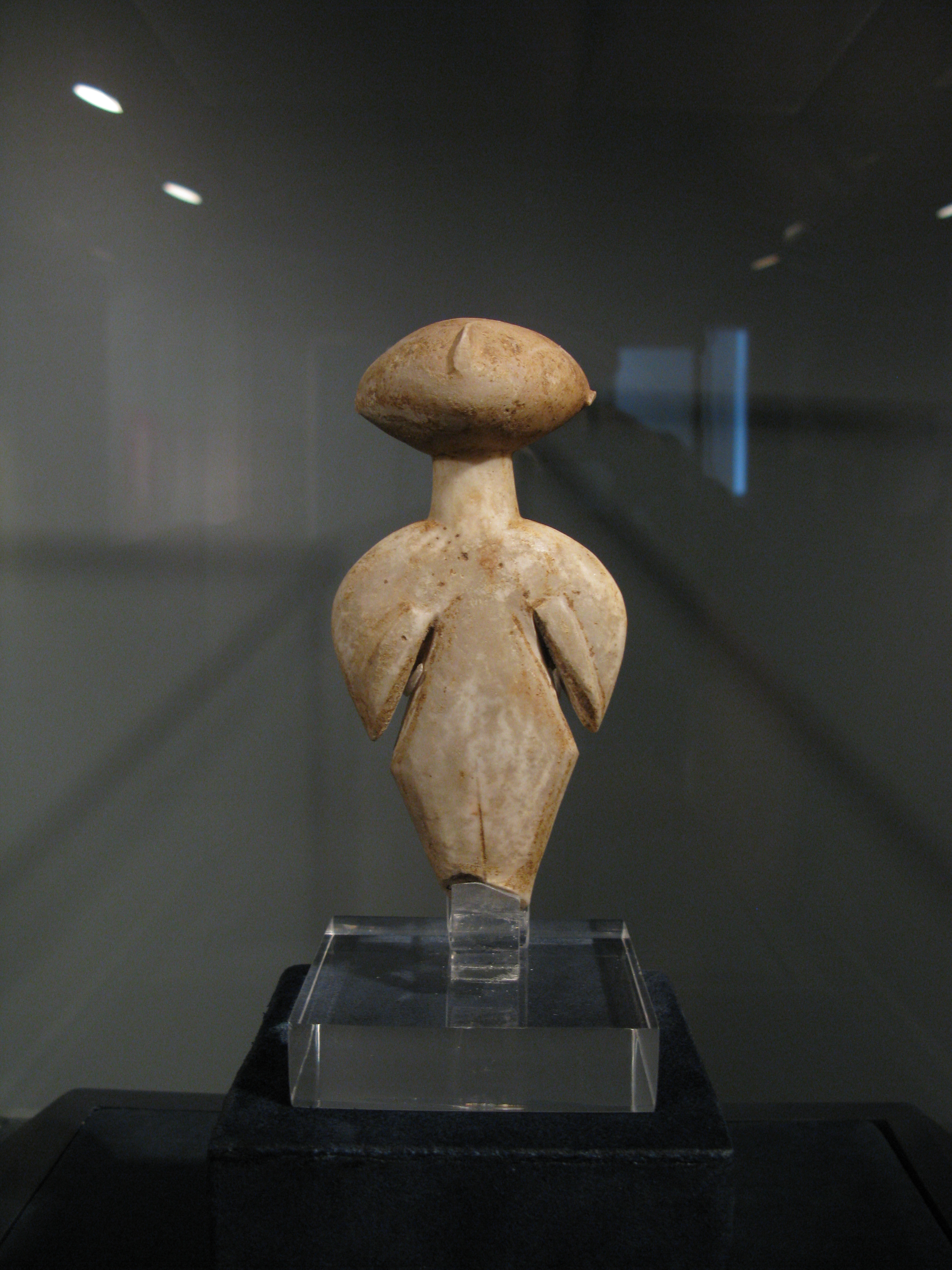
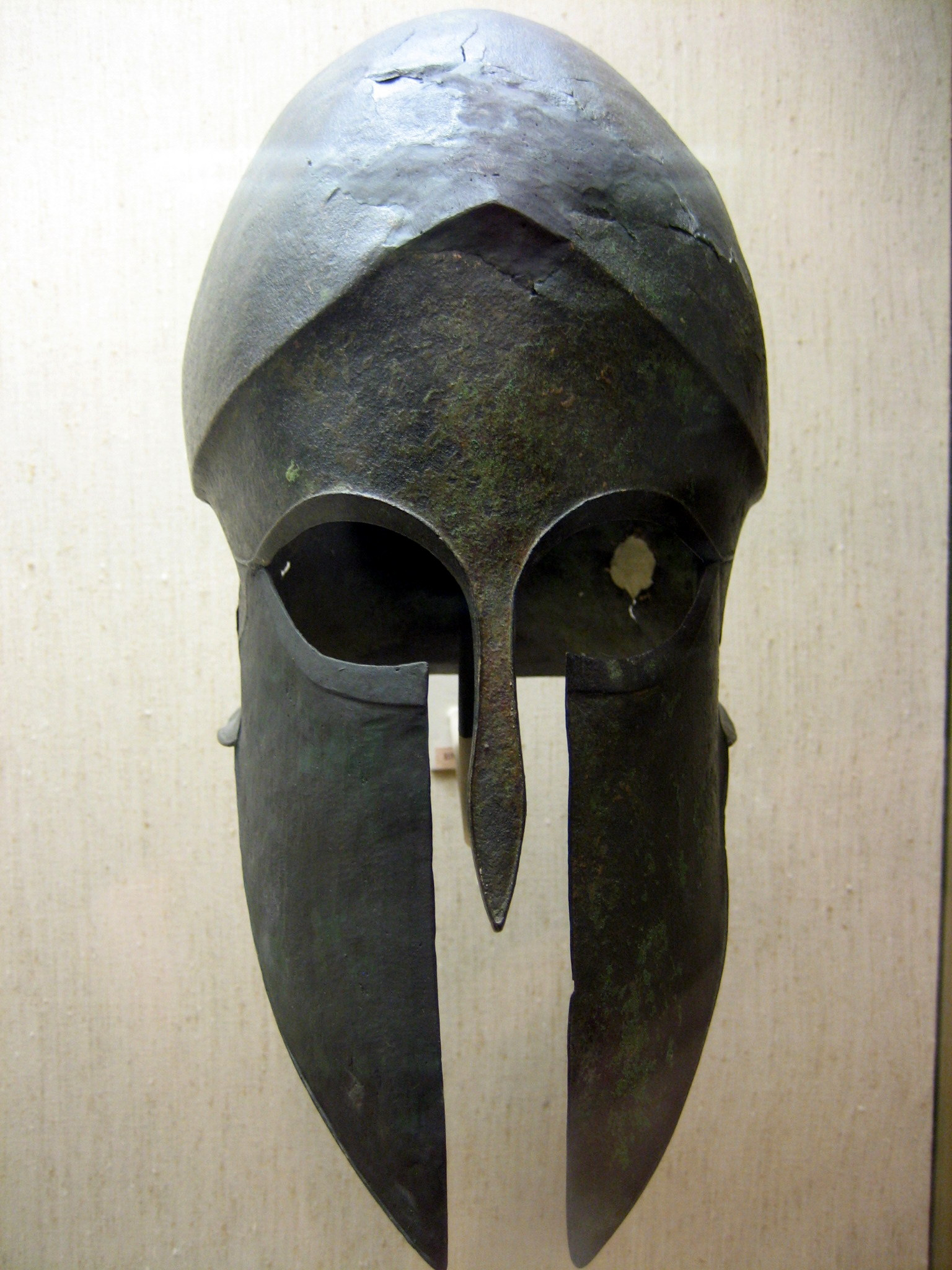
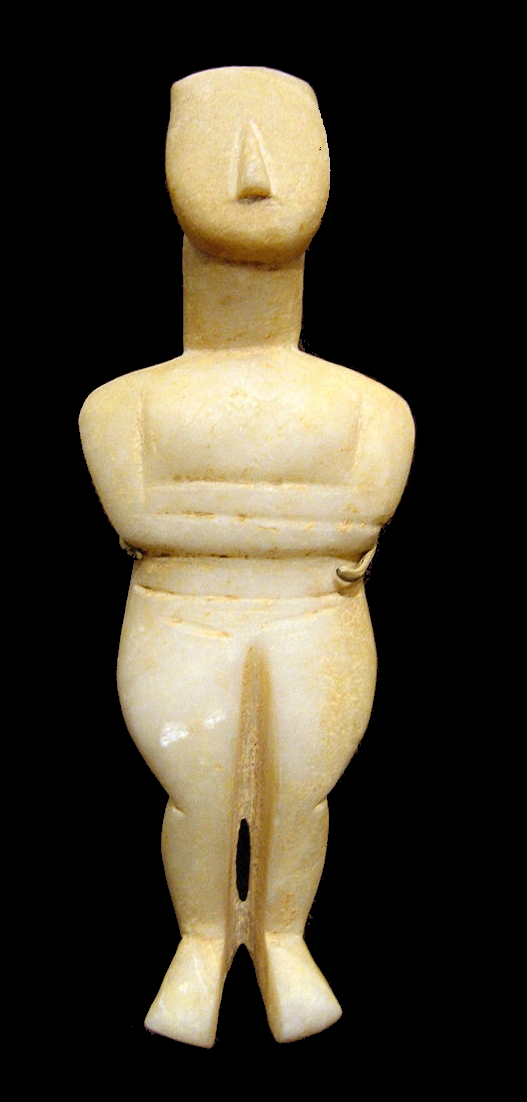
Un esempio della collezione: una figurina femminile cicladica, di tipo canonico, opera della varietà degli Spedos.
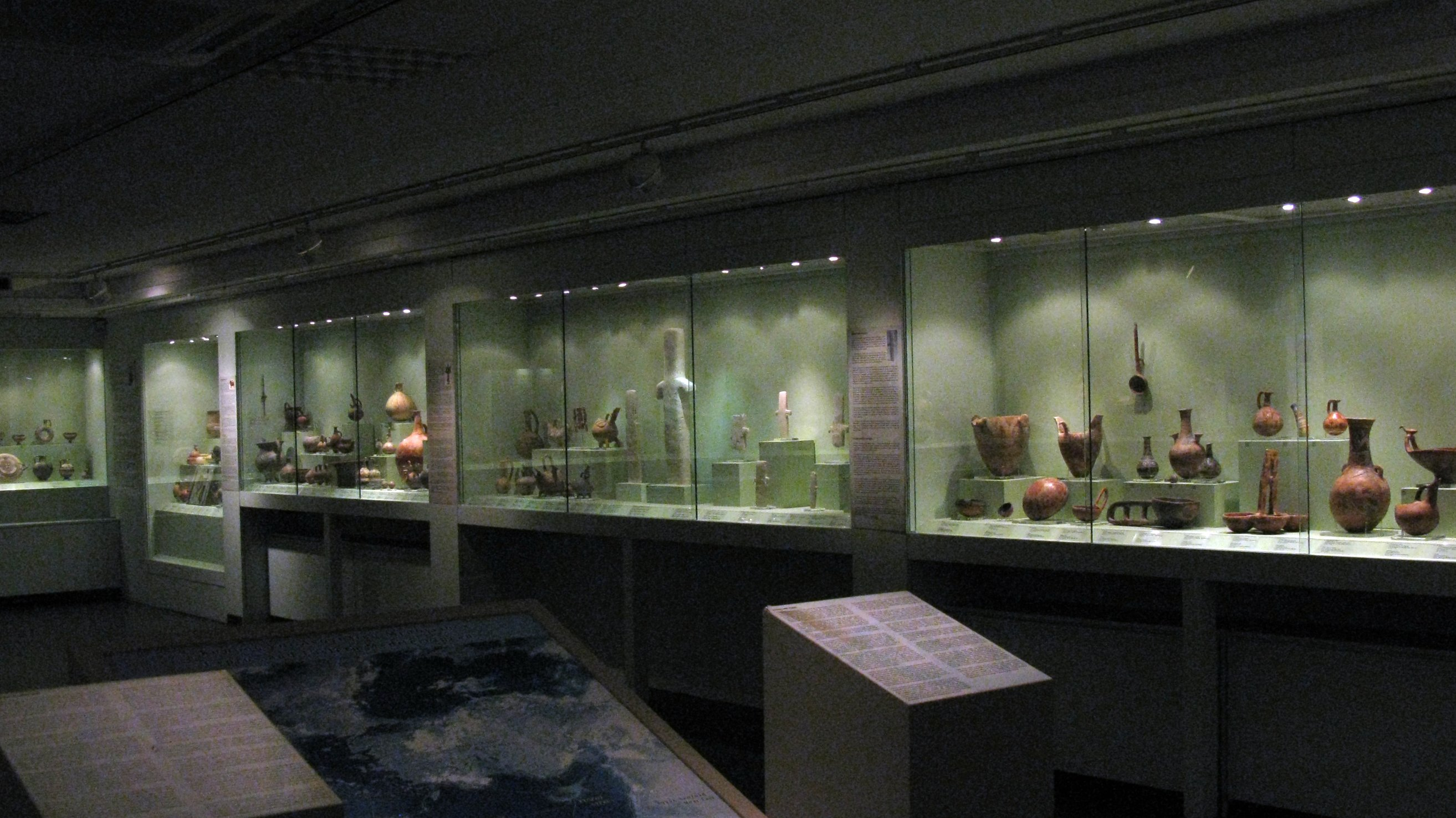